# مردی که اسکی‌کنان از اورست پایین آمد
مردی که اسکی‌کنان از اورست پایین آمد (انگلیسی: The Man Who Skied Down Everest) فیلمی در ژانر مستند به کارگردانی لورنس شیلر است که در سال ۱۹۷۵ منتشر شد. این فیلم برنده جایزه اسکار بهترین فیلم مستند شده‌است.